# コッリーナス
コッリーナス（イタリア語: Collinas）は、イタリア共和国サルデーニャ自治州南サルデーニャ県にある、人口約800人の基礎自治体（コムーネ）。

## 地理

### 位置・広がり

#### 隣接コムーネ
隣接するコムーネは以下の通り。括弧内のORはオリスターノ県所属を示す。
- ゴンノストラマッツァ (OR)
- ルナマトローナ
- モーゴロ (OR)
- サルダラ
- シッディ
- ヴィッラノヴァフォッル